# Провінція Йосіно
Провінція Йосіно (яп. 芳野監 — йосіно ґен, "інструкторство Йосіно" ) — адміністративна одиниця Японії періоду Нара у 716—738 роках. Була створена на основі однойменного повіту Йосіно (吉野郡 — йосіно ґун). Знаходилася на півдні сучасної префектури Нара.
Точна дата встановлення невідома. Ймовірно, провінція Йосіно була заснована разом із провінцією Ідзумі (和泉監 — ідзумі ґен, "інструкторством Ідзумі" ) у 716 році. 
Провінції Нарського періоду, які називалися ґен (監, "інструкторства"), були відмінними від провінцій куні (国, "країн"). Точна різниця між ними невідома. Науковці відзначають лише те, що провінції ґен були меншими за куні, та мали на своїй території імператорські резиденції. Ймовірно, що провінція Йосіно, разом із провінцією Ідзумі, були під особливими адміністративним контролем японських монархів.
У 738 році провінцію Йосіно було скасовано.